# Almanach
Az almanach (az arab al-manjah, mérték, idő szóból) lehet egy éves kiadvány, amely egy vagy több témával kapcsolatos aktuális információkat sorol fel, vagy egy adott év csillagászati és meteorológiai adatait tartalmazó kiadvány, amely gyakran sokféle egyéb információt is tartalmaz. A középkor vége óta csillagászati efemeridákat (kalendáriumszerű táblákat) jelentett, többnyire asztrológiai és hasonló más megjegyzésekkel.

## Történet
Szülőföldje kétségtelenül Asszíria és az eredetileg csak az ég állását és az évszakok folyásának változását feltüntető összehasonlító két táblázatot később a káldus asztrológusok bővítették asztrológiai magyarázatokkal, a bekövetkezendő országos csapásokkal és politikai eseményekkel.
A legrégibb almanachok bizonyára a 105-től 133-ig terjedő egyiptomi táblácskák a bolygók járásáról, ezeken kívül keleten is régi idők óta készítettek ilyen egyszerű csillagászati táblákat.

A 14. és 15. századból sok kéziratos almanach maradt fenn; a legrégebbi nyomtatott Peurbach Györgyé (1460 körül élt Bécsben) pro annis pluribus címmel. Hunyadi Mátyás 1474-ben Regiomontanus-tól számíttatott ki egyet, melyet latin és német nyelven kinyomtattatott. Engel könyvnyomtató Bécsben 1491-től fogva adott ki rendesen almanachot, akárcsak Stöfler Tübingenben 1524 óta. 

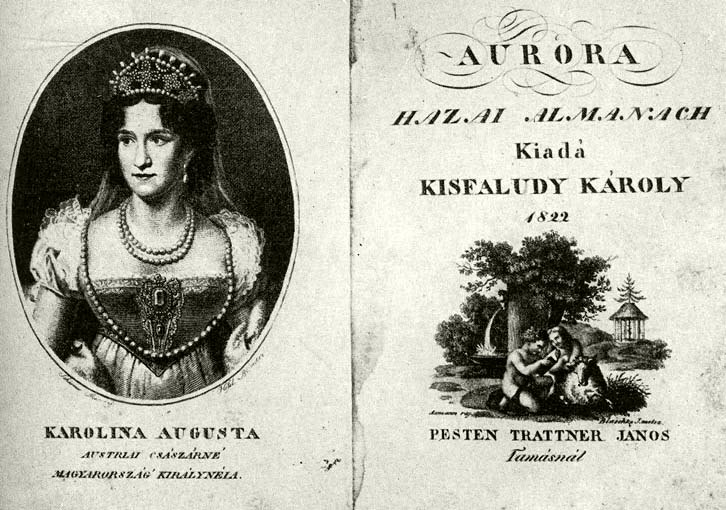
Kisfaludy Károly 1822-ben indította az Aurora című almanachját, melyben az Auróra-kör tagjai közölték legjobb műveiket

Évenként megjelenő almanachokat a XVI. századtól fogva találunk; a XVII. század óta a közönséges kalendáriumi tartalmat mindenféle hírekkel bővítették. Így az 1679-ben Párizsban megjelent Almanach royal a postajáratokat, az udvari ünnepeket, vásárokat stb. közli, amihez 1699-ben a királyi család genealogiája, a papság névsora stb. járult. Ezt Németországban s így Poroszországban 1700-ban, Szászországban 1728-ban, Angliában 1730-tól a (Royal Calendar-ban) utánozták. Más, szélesebb körű almanachok az említett hivatalos adatok helyett rövid történeteket, költeményeket, adomákat (rövid, csattanós történeteket) stb. csatoltak a kalendáriumi részhez. Lassanként az utóbbi mellékessé lett és az irodalmi rész túlsúlyba került az almanachokban, melyeket aztán tartalmuk szerint neveztek el: irodalmi, női, történeti, genealógiai, diplomáciai stb. almanachoknak. A voltaképpen csillagászati évkönyvek más és más elnevezést kaptak. Az almanachok irodalma Németországban 1815-től 1830-ig virágzott leginkább, aztán átterjedt Európa többi országaiba is. Nálunk legnevezetesebb Kisfaludy Károly 1822-ben megindított Aurorája, melyben a híres Auróra-kör tagjai közölték legjobb műveiket.